# Krybskytter (film)
 For alternative betydninger, se Krybskytten. (Se også artikler, som begynder med Krybskytten)
Krybskytter er en britisk stumfilm fra 1903 af William Haggar.